# Dasyornis
A Dasyornis  a madarak osztályának verébalakúak (Passeriformes) rendjébe és a sörtésmadárfélék (Dasyornithidae) családjába tartozó egyetlen nem.

## Rendszerezésük
A nemet Nicholas Aylward Vigors és Thomas Horsfield írták le 1827-ben, az alábbi 3 faj tartozik ide:
- vörhenyes sörtésmadár (Dasyornis broadbenti)
- nyugati sörtésmadár (Dasyornis longirostris)
- keleti sörtésmadár (Dasyornis brachypterus)

## Előfordulásuk
Ausztrália területén honosak. A természetes élőhelyük mérsékelt övi erdők, legelők és cserjések. Állandó, nem vonuló fajok.

## Megjelenésük
Testhossza 17-25 centiméter körüli.

## Életmódjuk
Gerinctelenekkel és magvakkal táplálkoznak.